# Kummameer
Het Kummameer is een meer in Zweden. Het meer in de gemeente Kiruna ligt ingesloten tussen bergtoppen van rond de 900 meter hoogte en ontvangt haar water van de bergtoppen die daar liggen. De Kummarivier voert het water aan de noordkant van het meer weg.
Het meer kent een aantal naamvarianten afhankelijk van het soort saamidialect. De officieel Zweedse naam is Kåbmejaure, ook komen voor Gåbmejaure, Kummajärvi, Gobmejávri.
Afwatering: meer Kummameer → Kummarivier → Könkämä → Muonio → Torne → Botnische Golf